# Arenaria dyris
Arenaria dyris är en nejlikväxtart som beskrevs av Jean-Henri Humbert. Arenaria dyris ingår i släktet narvar, och familjen nejlikväxter. Inga underarter finns listade i Catalogue of Life.